# Stazione di Berceto
Stazione di Berceto vasútállomás Olaszországban, Berceto településen.

## Vasútvonalak
Az állomást az alábbi vasútvonalak érintik:
- Parma–La Spezia-vasútvonal

## Kapcsolódó állomások
A vasútállomáshoz az alábbi állomások vannak a legközelebb:
- Stazione di Solignano
- Stazione di Roccamurata